# Luetzelburgia andrade-limae
Luetzelburgia andrade-limae är en ärtväxtart som beskrevs av Haroldo Cavalcante de Lima. Luetzelburgia andrade-limae ingår i släktet Luetzelburgia och familjen ärtväxter. Inga underarter finns listade i Catalogue of Life.